# Charles N. Felton

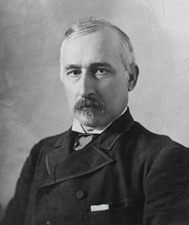
Charles N. Felton

Charles Norton Felton (* 1. Januar 1832 in Buffalo, New York; † 13. September 1914 in Menlo Park, Kalifornien) war ein US-amerikanischer Politiker (Republikanische Partei), der den Bundesstaat Kalifornien in beiden Kammern des Kongresses vertrat.
Der junge Charles Felton besuchte eine Privatschule in Syracuse. Danach studierte er die Rechtswissenschaften und wurde auch in die Anwaltskammer aufgenommen; allerdings hat er niemals als Jurist praktiziert. Stattdessen betätigte er sich in Kalifornien, wohin er im Jahr 1849 zog, im kaufmännischen Bereich und später im Bankgewerbe. 1853 wurde er Sheriff im Yuba County, danach arbeitete er als Steuereintreiber.
Im Jahr 1868 wurde Felton zum Leiter der Finanzabteilung bei der United States Mint in San Francisco ernannt; zudem fungierte er bis 1877 auch als Assistant Treasurer of the United States und hatte damit einen der höchsten Posten im US-Finanzministerium inne. Von 1878 bis 1882 saß er dann als Abgeordneter in der California State Assembly, ehe er ins Repräsentantenhaus der Vereinigten Staaten gewählt wurde. Dort vertrat Felton vom 4. März 1885 bis zum 3. März 1889 den fünften Wahlbezirk von Kalifornien.
Er trat 1888 nicht zur Wiederwahl an und schied damit zunächst aus dem Kongress aus. Nach dem Tod von US-Senator George Hearst am 28. Februar 1891 wurde Felton zu dessen Nachfolger gewählt. Dieses Mandat nahm er vom 19. März 1891 bis zum 3. März 1893 wahr, ehe er erneut auf die mögliche Wiederwahl verzichtete. Im Anschluss war er von 1903 bis 1907 als Direktor der Staatsgefängnisse von Kalifornien tätig.